# Cervona Dolîna, Snihurivka
Cervona Dolîna (în ucraineană Червона Долина) este localitatea de reședință a comunei Cervona Dolîna din raionul Snihurivka, regiunea Mîkolaiiv, Ucraina.

## Demografie
Componența lingvistică a localității Cervona Dolîna
     Ucraineană (96,72%)
     Rusă (2,43%)
     Alte limbi (0,24%)
Conform recensământului din 2001, majoritatea populației localității Cervona Dolîna era vorbitoare de ucraineană (96,72%), existând în minoritate și vorbitori de rusă (2,43%).